# シドニー国際空港
シドニー（キングスフォード・スミス）国際空港 （シドニーこくさいくうこう　英語: Sydney (Kingsford Smith) Airport） は、オーストラリア・ニューサウスウェールズ州ボタニーベイ市マスコットにあるシドニー大都市圏の主要空港である。空港はシドニー中心部の南8kmに位置している。

## 概要
国際線・国内線を問わずシドニーに発着する定期航空のほとんどが利用する。写真から分かるように滑走路を3本備える。"East-West"および、2本の"North-South"である。ボタニー湾は自然の砂浜がよく保存されているが、湾の北端に位置する国際空港と、北東端に広がるヤラ貨物港は例外である。
カンタス航空の主要なハブ空港である。
空港へは道路以外に都心部の駅と結ばれたシティレールの電車によってアクセス可能。
24時間空港ではないため、深夜11時から翌朝6時までは飛行機の離着陸が不可である。
当空港の周辺は住宅地のため制約が多い。このため、新空港を建設する計画は古くからあり、1980年代からシドニーの西45㎞にある「Badgerys Creek」地区で空港用地の買収が進められている。連邦政府内では「Western Sydney Airport」と呼ばれており、近年計画は具体化しつつある。

## 歴史
1920年にボタニー湾に接する小型飛行場として開設、「シドニー空港」と命名されたが、1936年にオーストラリアの飛行家チャールズ・キングスフォード・スミスにちなみ「シドニー・キングスフォード・スミス国際空港」と名称を変更した。しかし市民には地名の「マスコット」 (Mascot) と呼ばれるのが一般的であった。

## 利用実績
2019年の旅客数は4444万人で、オーストラリアの空港で1位だった。旅客の行き先の上位は、国内線はメルボルン、ブリスベン、ゴールドコースト、国際線はオークランド、シンガポール、香港だった。

## ターミナル
シドニー国際空港には、国際線と一部国内線が発着するT1、国内線専用のT2、そしてカンタス航空の国内線専用のT3から成る合計3つのメイン・ターミナルがある。T1とT2,T3の間は無料のシャトルバス、鉄道で結ばれている。
○ - ワンワールド

☆ - スターアライアンス

△ - スカイチーム

### ターミナル1

#### 国際線
| 航空会社                      | 就航地 |
| ----------------------------- | --- |
| カンタス航空○                 | ニュージーランド : オークランド、クライストチャーチ、ウェリントン、クイーンズタウン オセアニア : ホノルル、ナンディ、ヌクアロファ、ヌメア、ポートモレスビー アジア : バンコク/スワンナプーム、ベンガルール、デンパサール、香港、ジャカルタ、マニラ、シンガポール、ソウル/仁川、東京/羽田 ヨーロッパ : ロンドン/ヒースロー（シンガポール経由）、 パリ/シャルル・ド・ゴール（パース経由）、ローマ/フィウミチーノ（パース経由） アフリカ : ヨハネスブルク 南北アメリカ : ダラス・フォートワース、ロサンゼルス、ニューヨーク/JFK、サンフランシスコ、バンクーバー、サンティアゴ |
| ジェットスター航空            | ニュージーランド : オークランド、クイーンズタウン オセアニア : ホノルル、アバルア、ナンディ アジア : デンパサール、ソウル/仁川、大阪/関西、プーケット、ホーチミンシティ |
| ヴァージン・オーストラリア    | クイーンズタウン、ナンディ、デンパサール |
| ニュージーランド航空☆         | オークランド、クライストチャーチ、クイーンズタウン、ウェリントン |
| フィジー・エアウェイズ○       | ナンディ |
| ニューギニア航空              | ポートモレスビー |
| エアカラン                    | ヌメア |
| バヌアツ航空                  | ポートビラ |
| 日本航空○                     | 東京/羽田 |
| 全日本空輸☆                   | 東京/羽田 |
| 大韓航空△                     | ソウル/仁川 |
| アシアナ航空☆                 | ソウル/仁川 |
| ティーウェイ航空              | ソウル/仁川 |
| チャイナエアライン△           | 台北/桃園 |
| キャセイパシフィック航空○     | 香港 |
| 中国国際航空☆                 | 北京/首都 |
| 中国東方航空△                 | 上海/浦東、杭州、南京、済南、武漢、 西安、オークランド |
| 中国南方航空                  | 広州、深圳 |
| 北京首都航空                  | 青島 |
| 海南航空                      | 海口 |
| 天津航空                      | 重慶、鄭州、天津 |
| 四川航空                      | 成都 |
| 厦門航空△                     | 廈門 |
| フィリピン航空                | マニラ |
| セブパシフィック航空          | マニラ |
| ベトジェットエア              | ハノイ、ホーチミンシティ |
| ベトナム航空△                 | ハノイ、ホーチミンシティ |
| タイ国際航空☆                 | バンコク/スワンナプーム |
| タイ・エアアジア X            | バンコク/スワンナプーム |
| マレーシア航空○               | クアラルンプール |
| エアアジア X                  | クアラルンプール |
| バティック・エア・マレーシア  | デンパサール、クアラルンプール |
| ガルーダ・インドネシア航空△   | デンパサール、ジャカルタ |
| スクート                      | シンガポール |
| シンガポール航空☆             | シンガポール |
| エア・インディア☆             | デリー |
| スリランカ航空○               | コロンボ |
| カタール航空○                 | ドーハ |
| エミレーツ航空                | ドバイ、クライストチャーチ |
| エティハド航空                | アブダビ |
| ブリティッシュ・エアウェイズ○ | ロンドン/ヒースロー（シンガポール経由）、シンガポール |
| エア・カナダ☆                 | トロント、バンクーバー |
| アメリカン航空○               | ロサンゼルス |
| デルタ航空△                   | ロサンゼルス |
| ユナイテッド航空☆             | ロサンゼルス、サンフランシスコ |
| ハワイアン航空                | ホノルル |
| LATAM チリ○                   | オークランド、サンティアゴ（オークランド経由便） |

### ターミナル2
| 航空会社                     | 就航地 |
| ---------------------------- | --- |
| フライペリカン               | コーバー、マッジー、ニューカッスル |
| ジェットスター航空           | メルボルン、アバロン、ブリスベン、ゴールドコースト、アデレード、パース、ケアンズ、タウンズビル、ダーウィン、エアーズロック、ホバート、バリナ、バッセルトン、ハミルトン島、ハービー・ベイ、ローンセストン、プロサーパイン、サンシャイン・コースト |
| リージョナルエクスプレス航空 | メルボルン、ブリスベン、ゴールドコースト、アデレード、オルベリー、ブロークン・ヒル、コフスハーバー、ダボ、グリフィス、メリンブラ、モルヤ、ナランデラ、オレンジ、パークス、ポートマッコリー、ワガワガ                                             |
| ヴァージン・オーストラリア   | キャンベラ、メルボルン、ブリスベン、ゴールドコースト、アデレード、パース、ケアンズ、ホバート、バリナ、ハミルトン島、ローンセストン、サンシャイン・コースト                                                                                       |

### ターミナル3
| 航空会社                                | 就航地 |
| --------------------------------------- | --- |
| カンタス航空○                           | アリス・スプリングス、アデレード、ブリスベン、ケアンズ、キャンベラ、ダーウィン、ゴールドコースト、ハミルトン島、ホバート、メルボルン、パース、ローンセストン、サンシャイン・コースト、タウンズビル、ノーフォーク島 [季節運航]: ブルーム      |
| カンタスリンク○ 運航は サンステート航空 | キャンベラ、オルベリー、アーミデイル、ブロークン・ヒル、バリナ、コフスハーバー、ダボ、グリフィス、メリンブラ、オレンジ、ポートマッコリー、ワガワガ、ベンディゴ、ミルデューラ、アーミデイル、ロード・ハウ島、モーリー、タムワース、トゥーンバ |

### 貨物便
| 航空会社                                                             | 就航地                                                      |
| -------------------------------------------------------------------- | ----------------------------------------------------------- |
| キャセイパシフィック・カーゴ                                         | 香港、メルボルン                                            |
| DHLアビエーション 運航は タスマン貨物航空                            | オークランド、ヌメア、メルボルン                            |
| DHL 運航は ペルエア                                                  | ブリスベン、メルボルン、ケアンズ                            |
| エミレーツ・スカイカーゴ                                             | ドバイ/アール・マクトゥーム、香港、シンガポール             |
| フェデックス・エクスプレス                                           | 広州、ロサンゼルス、マニラ、ホノルル                        |
| 大韓航空カーゴ                                                       | 広州、ソウル/仁川                                           |
| MASkargo                                                             | ダナン、クアラルンプール                                    |
| カンタス・フレイト 運航は アトラス航空                               | 重慶、シカゴ、香港、ジャカルタ、ホノルル、メダン、上海/浦東 |
| カンタス・フレート 運航は エクスプレス・フライターズ・オーストラリア | オークランド、クライストチャーチ                            |
| シンガポール航空カーゴ                                               | シンガポール、アデレード                                    |
| タイ国際航空カーゴ                                                   | バンコク/スワンナプーム                                     |
| トール・プリオリティー 運航は エア・ワーク                           | ブリスベン、メルボルン                                      |
| UPS航空                                                              | アンカレッジ、ナンディ、ホノルル、ロサンゼルス              |

## 就航路線
オーストラリア国内

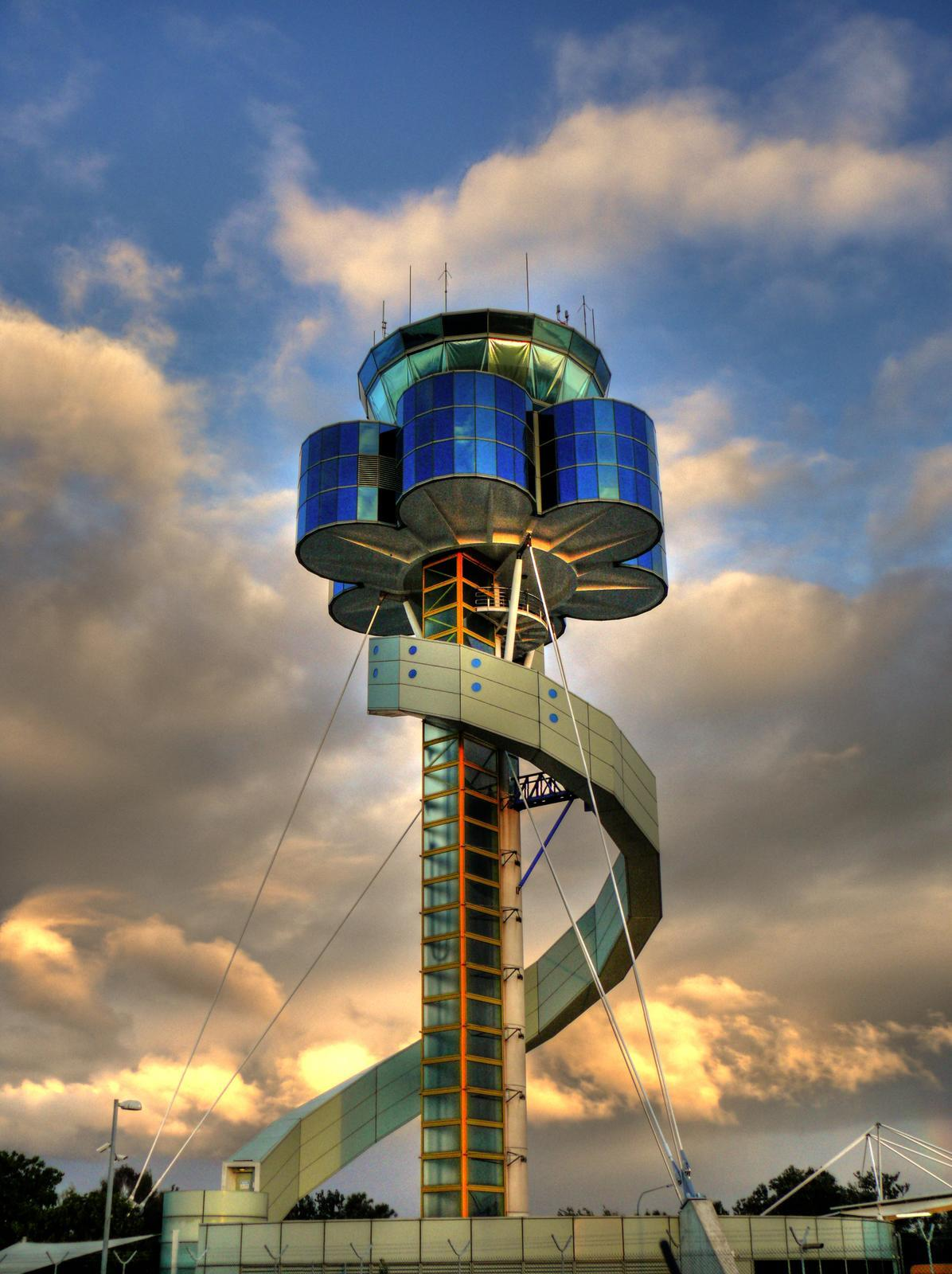
管制塔

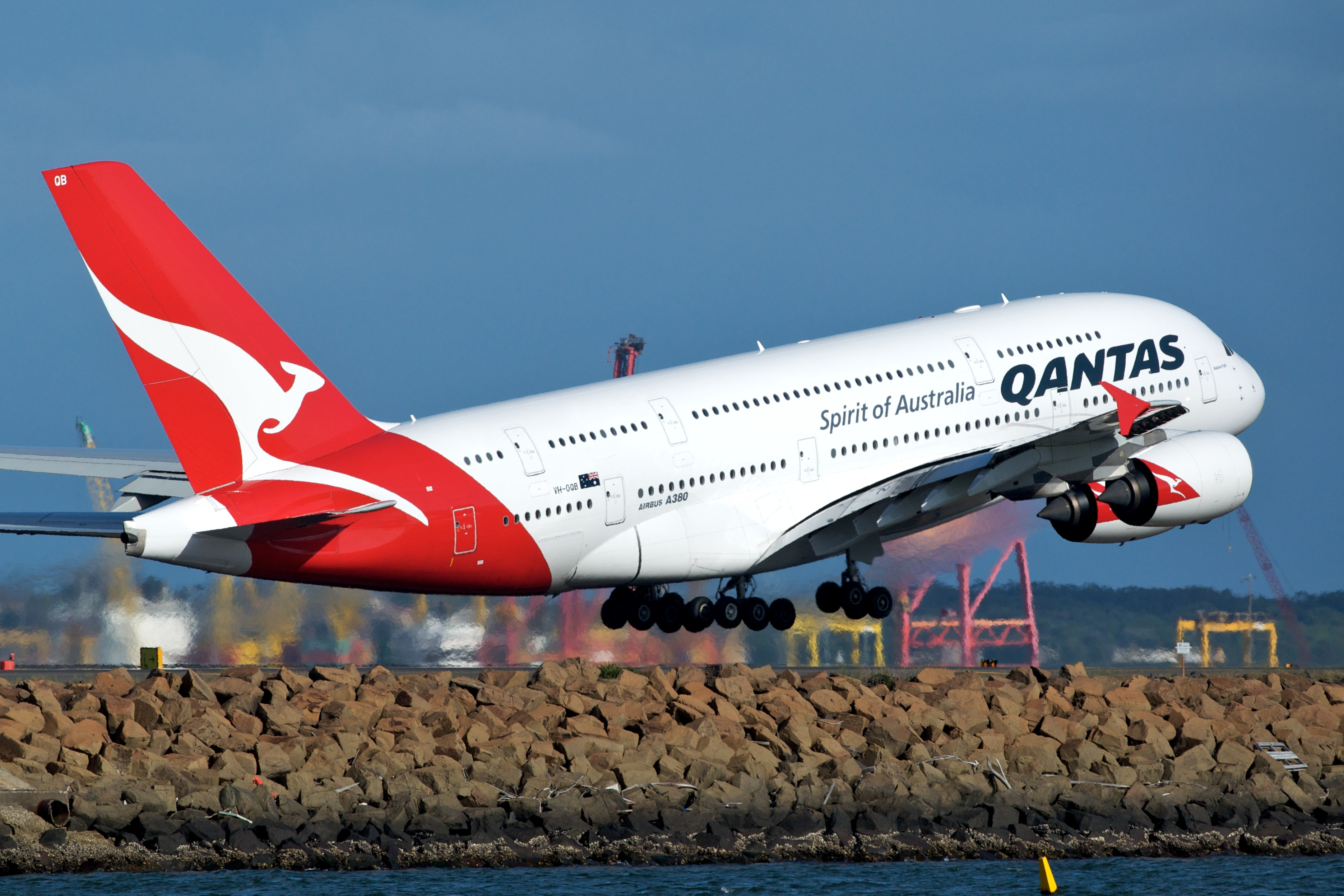
離陸するカンタス航空のエアバスA380型機

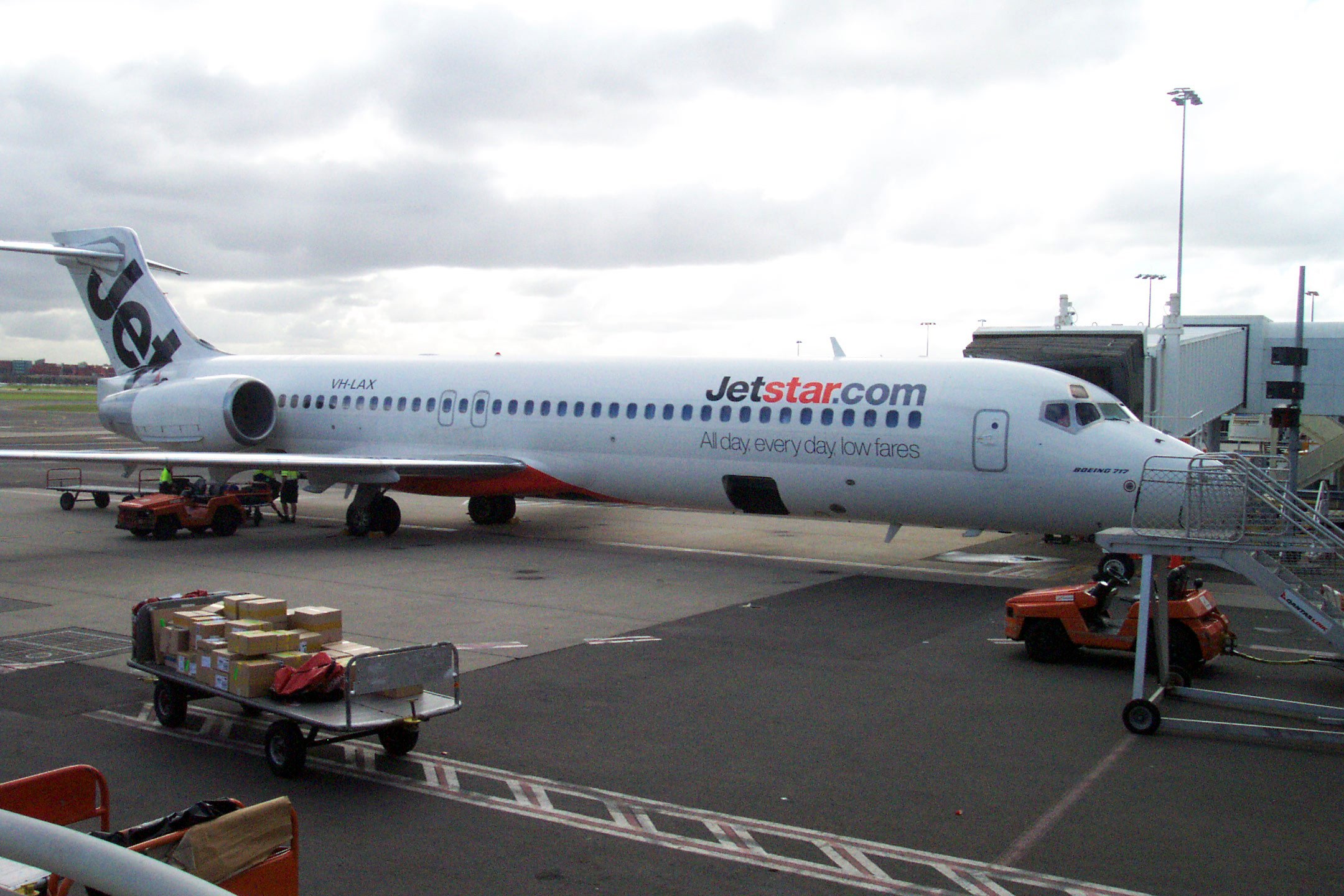
ジェットスター ボーイング717-200型機

- アデレード、ケアンズ、キャンベラ、ダーウィン、ゴールドコースト、メルボルン、パース、ブリスベン、タウンズビル、アリススプリングスなど46都市
- ノーフォーク島

ポリネシア
- ニュージーランド : オークランド、クライストチャーチ、ウェリントン、クイーンズタウン
- クック諸島 : ラロトンガ
- トンガ : ヌクアロファ
- アメリカ合衆国 : ホノルル

メラネシア
- フィジー : ナンディ
- ニューカレドニア : ヌメア
- パプアニューギニア : ポートモレスビー
- バヌアツ : ポートビラ

東アジア
- 日本 : 東京/羽田、大阪/関西
- 台湾 : 台北/桃園
- 韓国 : ソウル/仁川
- 中国 : 北京/首都、上海/浦東、広州、南京、重慶、成都、廈門、西安、杭州、武漢、深圳、青島、鄭州、天津、済南、海口
- 香港

東南アジア
- インドネシア : ジャカルタ、デンパサール
- シンガポール
- タイ : バンコク/スワンナプーム、プーケット
- フィリピン : マニラ
- ベトナム : ホーチミンシティ、ハノイ
- マレーシア : クアラルンプール

南アジア・中東
- インド : デリー、バンガロール
- スリランカ : コロンボ
- アラブ首長国連邦 : アブダビ、ドバイ
- カタール : ドーハ

ヨーロッパ
- イギリス : ロンドン/ヒースロー
- フランス : パリ/シャルル・ド・ゴール
- イタリア : ローマ/フィウミチーノ

アフリカ
- 南アフリカ共和国 : ヨハネスブルク

北アメリカ
- アメリカ合衆国 : ニューヨーク/JFK、サンフランシスコ、ロサンゼルス、ダラス/フォートワース
- カナダ : トロント、バンクーバー

南アメリカ
- チリ : サンティアゴ・デ・チレ

### 過去に就航していた航空会社
- タイガーエア・オーストラリア
- ブリンダベラ航空（英語版）
- エア・タヒチ・ヌイ (Air Thahiti Nui)
- パシフィック・ブルー (Pacific Blue)
- ポリネシアン・ブルー (Polynesian Blue)
- ソロモン航空 （2017年1月31日まで運航）
- エール・オーストラル （2012年3月24日まで運航）
- モーリシャス航空 （2012年6月1日まで運航 [6]）
- ヴァージン・アトランティック航空 (2014年5月5日まで運航)
- アルゼンチン航空
- インドネシア・エアアジア X
- オーストラリアン・エア・エクスプレス（英語版）
- ブリティッシュ・エアウェイズ・ワールドカーゴ
- カーゴルックス航空
- トランスマイル・エア・サービス
- ASL航空ベルギー

など

### 過去に就航していた都市
- 中国 : 長沙[7]
- サモア : アピア
- ドイツ : フランクフルト
- レユニオン : サン＝ドニ
- モーリシャス : ポートルイス
- アルゼンチン : ブエノスアイレス

など

## アクセス

### 鉄道
- シティレール#エアポート&イースト・ヒルズ・ライン
  - エアポート・リンク 国内線駅 : シドニー・セントラル駅まで6.7km、約9分。
  - エアポート・リンク 国際線駅 : シドニー・セントラル駅まで8.2km、約11分。

### 自動車
- タクシー : 市内中心部まで、AU$30〜40
- 乗合シャトルバン : 市内のホテルまで、AU$12〜15

## 脚註
1. ↑  カンタスとエミレーツ、共同事業延長で運航路線の再編成を追加発表 FlyTeam 2017年10月23日付
2. ↑  ジェットスター、メルボルン・シドニー〜ホーチミン線を5月に開設　ベトナムへ初乗り入れ
3. ↑  北京首都航空、10月末に青島/シドニー線を開設 A330で週2便
4. 1 2  天津航空、重慶/メルボルン線に就航 1月には天津/シドニー線も開設 FlyTeam 2017年11月8日付
5. ↑  ベトナム航空、3月28日からハノイ/シドニー線に787で就航 週3便
6. ↑  http://www.airmauritius.com/news/Communique%2014%20Feb%202012-English.pdf
7. ↑  海南航空、長沙/シドニー線を開設 A330で週2便を運航